# Eleições parlamentares no Tajiquistão em 2010
As eleições parlamentares no Tajiquistão em 2010 foram realizadas em 28 de fevereiro, com uma segunda rodada em 14 de março, para eleger os 63 assentos da Majlisi Namoyandagon, a câmara baixa da Assembleia Suprema do Tajiquistão (Majlisi Oli). O Partido Democrático Popular do Tajiquistão (PDPT), liderado pelo presidente Emomali Rahmon, consolidou sua hegemonia ao conquistar 54 assentos, enquanto partidos de oposição obtiveram representação mínima. Apesar da alta participação de 90,32%, o pleito foi amplamente criticado por observadores internacionais devido a irregularidades eleitorais, como enchimento de urnas e votação por procuração.

## Contexto
As eleições ocorreram em um ambiente de forte domínio político do PDPT, que governa o país desde o fim da guerra civil (1992-1997). O Tajiquistão, uma ex-república soviética na Ásia Central, enfrentava desafios econômicos e sociais, incluindo dependência energética e pobreza generalizada. A campanha foi marcada por baixa visibilidade e restrições à oposição, com o governo promovendo políticas como o projeto da barragem de Roghun.

## Sistema eleitoral
O sistema eleitoral era misto, conforme a Lei Constitucional sobre Eleições de 1999:
- 41 assentos eleitos por maioria simples em circunscrições uninominais, com uma segunda rodada caso nenhum candidato alcançasse mais de 50% dos votos ou a participação fosse inferior a 50%.
- 22 assentos distribuídos por representação proporcional em uma circunscrição nacional, com um limiar de 5% para os partidos.

Os candidatos precisavam pagar um depósito de 7.000 somoni (cerca de US$1.600 na época), equivalente a 24 vezes o salário médio mensal, o que limitou a participação de muitos concorrentes.

## Partidos e candidatos
Um total de 221 candidatos de oito partidos registrados e independentes participou:
- PDPT: Partido governista, liderado por Emomali Rahmon.
- PRIT: Principal força de oposição, de orientação islâmica moderada.
- PCT: Focado em justiça social e pautas trabalhistas.
- PAT: Novo partido, voltado para questões rurais.
- PRET: Também novo, com propostas de modernização econômica.
- PDT: Pequeno partido de centro.
- PSDT: Oposição progressista, com pouca influência.
- PST: Partido menor, de esquerda.

Dos 51 candidatos independentes inscritos, muitos desistiram ou foram rejeitados por não pagar o depósito.

## Campanha
A campanha começou tardiamente, em 18 de fevereiro, e foi discreta. O PDPT destacou políticas energéticas, como a barragem de Roghun, enquanto o PCT enfatizou educação, saúde e "velhice digna". Houve relatos de pressão sobre funcionários públicos para apoiar o partido governista e obstrução policial contra eventos da oposição em cidades como Dushanbe e Kulob. A mídia estatal favoreceu o PDPT, com 54% a 63% da cobertura dedicada a Rahmon, enquanto jornais independentes tinham alcance limitado.

## Conduta
A Organização para a Segurança e Cooperação na Europa (OSCE) enviou uma missão com 279 observadores, cobrindo 720 das 3.000 seções eleitorais. Apesar de uma "atmosfera geralmente boa", o relatório final apontou falhas graves:
- 29% das seções registraram votação em grupo.
- 26% permitiram votação por procuração.
- 8% tiveram múltiplas votações.
- 3,1% apresentaram enchimento de urnas.
- 50% das contagens tiveram erros procedimentais.

As 3.000 seções eleitorais abriram às 6h e fecharam às 20h, com 36 mesas adicionais em 23 países para a diáspora tajique.

## Resultados
O PDPT dominou com 54 assentos, enquanto a oposição ficou com poucos representantes. A segunda rodada em Konibodom (circunscrição 19), em 14 de março, foi vencida pelo PDPT. Veja os resultados completos:
- PDPT – 54 assentos (71,04% dos votos nacionais)
- PRIT – 2 assentos (8,22%)
- PCT – 2 assentos (7,01%)
- PAT – 2 assentos (5,11%)
- PRET – 2 assentos (5,06%)
- PDT – 0 assentos (1,03%)
- PSDT – 0 assentos (0,83%)
- PST – 0 assentos (0,55%)
- Independentes – 1 assento

Dos 3.641.778 eleitores registrados, 3.289.370 votaram (90,32%). Foram registrados 21.710 votos inválidos ou brancos (0,66%).

## Reações e críticas
A OSCE criticou a falta de pluralismo nas comissões eleitorais, dominadas pelo PDPT, e a alta barreira financeira para candidatos. O PRIT e outros partidos denunciaram falsificações, mas suas queixas foram rejeitadas pelo CCER e pelo Supremo Tribunal. A destruição das cédulas 10 dias após o pleito dificultou contestações.

## Representação de gênero e minorias
Apenas 13 dos 63 eleitos (20,6%) eram mulheres, todas do PDPT, apesar de elas serem 49% da população. Minorias étnicas, como uzbeques (15,3%), tiveram representação mínima, com apenas um eleito.

## Consequências
As eleições reforçaram o controle do PDPT, marginalizando a oposição. A OSCE recomendou reformas, como reduzir o depósito e aumentar a transparência, mas poucas mudanças ocorreram até 2015.